# 翼善冠
翼善冠，又稱翼蟬冠。是冠的一種，是明代皇帝、藩王、亲王、郡王等所着之首服，也是朝鮮王朝國王及王世子、明郑延平王及王世子與寧靖王朱術桂、琉球國國王的首服。

## 歷史

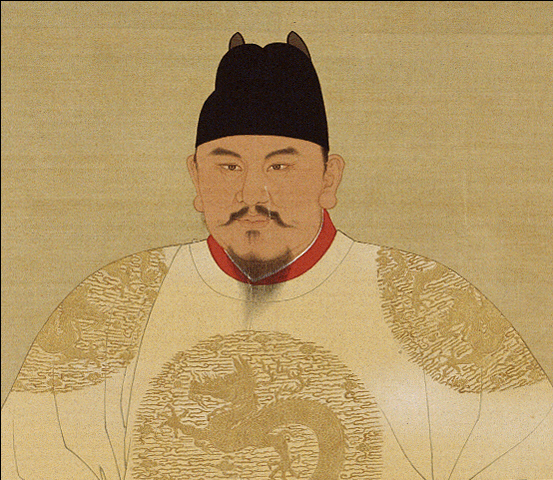
明太祖朱元璋戴翼善冠的畫像

翼善冠发展自唐代的襆头，唐代男子兴头戴软脚襆头身穿圆领袍服，襆头专门用以缠裹头发及发髻。而唐代的襆头发展到宋代出现了官员公服的展脚襆头，外形方正。到了明代，朱元璋极力恢复唐宋时期汉人的服制。明代官员所着公服便沿袭宋代。
而常服则是圆领袍搭配展翅的襆头，俗称乌纱帽，帽胎或竹或木，或纸，两片展开的帽翅则是薄黑纱。因而君与王所戴的则是两翅向上折的，故称“翼善冠”。明代的皇帝和如朝鲜国王等藩王所戴的翼善冠在外形的尺寸和颜色上有所区别，不得僭越。